# Lega Interregionale Nord
La Lega Interregionale Nord (sigla LIN), più comunemente detta Lega Nord, è stata l'organo che ha gestito per sei anni i campionati interregionali di calcio nel Nord Italia, dalla stagione 1946-47 alla stagione 1951-52. Fondata nel 1946 a Torino, aveva sede nel capoluogo piemontese. Ha cessato di esistere nel 1952, fondendosi con le altre due leghe parigrado nella Lega Nazionale di Quarta Serie.
La Lega Nord organizzava e dirigeva i tornei di Serie C fino al 1948, e quelli di Promozione dopo tale data.

## Storia

### I campionati nell'anteguerra
Prima della seconda guerra mondiale, il calcio italiano si era generalmente strutturato in modo da porre in diretto contatto le categorie nazionali, che nel tempo aveva adottato una forma spuria di professionismo, e quelle regionali a sostanziale carattere dilettantistico. Fu solo nel 1926 che la Carta di Viareggio istituì le leghe intermedie chiamate Direttorii Divisioni Inferiori, demandati a gestire il terzo campionato del paese, la Seconda Divisione, che divenne due anni dopo il quarto in seguito alle riforme poste in essere da Leandro Arpinati. L'esperimento fu tuttavia ben presto abortito, e fra il 1930 e il 1931 il Direttorio Divisioni Inferiori Nord, come il suo omologo del Sud, venne liquidato a favore del calcio regionale.

### Nascono le leghe interregionali
Le distruzioni lasciate dalla guerra ruppero l'unità gestionale del calcio italiano. Se nel 1946, dopo un'annata di transizione, le due divisioni maggiori ritrovarono un'organizzazione unica nella nuova Lega Nazionale, la Serie C che nel frattempo si era espansa a dismisura fu demandata a tre distinti organismi appena costituiti: le leghe interregionali. Le sei regioni settentrionali, esclusa l'Emilia, furono raggruppate nella Lega Interregionale Nord, che strutturò il suo campionato su nove gironi.
Curiosamente, la nuova struttura del calcio italiano venne a replicare in maniera molto simile quella posta in essere vent'anni prima dalla Carta di Viareggio, con le leghe interregionali al posto dei direttorii inferiori. Diversamente dal Direttorio Divisioni Inferiori Nord, tuttavia, la Lega Interregionale Nord avrebbe infatti dovuto essere una struttura democratica e comandata dal basso dalle società stesse.

### La riforma del 1948
La forma pletorica che avevano assunto i campionati, e quello di Serie C in particolare, fu tuttavia fonte di grandi discussioni. Fu così che nel 1947, nell'Assemblea federale svoltasi a Perugia il 29 luglio, la FIGC decise che di lì ad un anno la Terza Serie sarebbe stata gestita dalla Lega Nazionale e riportata ad un più sobrio formato a sessanta squadre. Ciò che sarebbe rimasto nelle mani delle leghe interregionali avrebbe assunto il nome di campionato di Promozione, restaurando la categoria omonima abolita nel 1922. Questa riforma complessiva fu fortemente voluta dal presidente federale Ottorino Barassi, ma a conti fatti essa non fu altro che la pedissequa riproposizione della struttura della piramide calcistica italiana voluta ed attuata dal suo predecessore Leandro Arpinati fra il 1928 e il 1929, col solo cambio della denominazioni di alcune categorie. Come nel 1929 il Direttorio Divisioni Inferiori Nord gestiva la quarta serie, all'epoca chiamata Seconda Divisione, nel 1949 la Lega Interregionale Nord gestiva ancora la quarta serie, ora denominata Promozione.
Conformemente al progetto, nel Nord la Promozione comprese sei gironi, la vittoria del quale garantiva la promozione in Serie C.

### Il Lodo Barassi
Lo scioglimento della Lega venne deciso dal Lodo Barassi nel 1951, e reso esecutivo nel 1952. Il lodo voleva infatti superare la vecchia struttura piramidale del calcio italiano, e riformarla in senso ancora più elitario, poiché questa mossa appariva al presidente federale Ottorino Barassi come la premessa per una definitiva affermazione del professionismo in Italia. Il nuovo campionato interregionale, la IV Serie, sarebbe stato organizzato a livello nazionale da un'unica lega, superando per sempre la tripartizione nata nel 1946. Fu così che dopo soli sei anni la storia della Lega Interregionale Nord ebbe termine.

## Organico
- 1946-1947: 143 società
- 1947-1948: 144 società
- 1948-1949: 107 società
- 1949-1950: 101 società
- 1950-1951: 112 società
- 1951-1952: 108 società

## I presidenti
- 1946 ?